# Campeonato Brasiliense de Futebol de 2024
O Campeonato Brasiliense de Futebol de 2024 é a 66ª edição da divisão principal do futebol do Distrito Federal. A competição é organizada pela Federação de Futebol do Distrito Federal e disputada de 13 de janeiro a abril por dez equipes do Distrito Federal. O campeonato concede duas vagas para a Copa do Brasil de 2025 e a Copa Verde de 2025, além de duas vagas para a Série D do Brasileiro de 2025.

## Regulamento
O regulamento foi divulgado em 7 de novembro de 2023 e segue a fórmula disputada no ano anterior. A fase inicial do campeonato consiste em um formato de todos contra todos, em turno único, onde as quatro equipes de melhor desempenho avançam para as semifinais. Nas semifinais, as partidas são disputadas em sistema de ida e volta, com a vantagem de avançar em caso de resultados iguais para as equipes mais bem classificadas na fase anterior. Os vencedores dos confrontos definem o campeonato após dois jogos decisivos.

## Equipes participantes
| Equipe                          | Localidade  | Em 2023      | Estádio (mando em 2023) | Capacidade | Títulos             |
| ------------------------------- | ----------- | ------------ | ----------------------- | ---------- | ------------------- |
| Brasiliense Futebol Clube       | Taguatinga  | 2º           | Serejão                 | 27 000     | 11 (último em 2022) |
| Capital Clube de Futebol Ltda   | Paranoá     | 4º           | JK Paranoá              | 4 000      | 0 (não possui)      |
| Sociedade Esportiva Ceilandense | Ceilândia   | 1º (Série B) | Abadião                 | 4 000      | 0 (não possui)      |
| Ceilândia Esporte Clube         | Ceilândia   | 6º           | Abadião                 | 4 000      | 2 (último em 2012)  |
| Sociedade Esportiva do Gama     | Gama        | 5º           | Defelê                  | 6 875      | 13 (último em 2020) |
| Paranoá Esporte Clube           | Paranoá     | 3º           | JK Paranoá              | 4 000      | 0 (não possui)      |
| Planaltina Esporte Clube        | Planaltina  | 2º (Série B) | Adonir Guimarães        | 12 000     | 0 (não possui)      |
| Real Brasília Futebol Clube     | Brasília    | 1º           | Defelê                  | 6 875      | 1 (2023)            |
| Samambaia Futebol Clube         | Samambaia   | 7º           | Rorizão                 | 6 000      | 0 (não possui)      |
| Sociedade Esportiva Santa Maria | Santa Maria | 8°           | Zequinha Roriz          | 4 000      | 0 (não possui)      |

## Primeira fase
| Pos | Equipe        | Pts | J | V | E | D | GP | GC | SG  | Classificação ou descenso |     | CAP | CEI | GAM | BRS | PAR | RBR | SAM | CLD | PLA | SMA |
| --- | ------------- | --- | - | - | - | - | -- | -- | --- | ------------------------- | --- | --- | --- | --- | --- | --- | --- | --- | --- | --- | --- |
| 1   | Capital-DF    | 22  | 9 | 7 | 1 | 1 | 24 | 3  | +21 | Fase Final                |     | —   | 5–1 | 1–0 | –   | –   | –   | –   | 3–0 | 4–0 | 7–1 |
| 2   | Ceilândia     | 20  | 9 | 6 | 2 | 1 | 20 | 8  | +12 | Fase Final                |     | –   | —   | –   | 2–1 | 1–1 | –   | –   | 2–0 | –   | 6–0 |
| 3   | Gama          | 20  | 9 | 6 | 2 | 1 | 17 | 5  | +12 | Fase Final                |     | –   | 1–1 | —   | 2–0 | 2–0 | –   | 2–1 | –   | 2–0 | –   |
| 4   | Brasiliense   | 19  | 9 | 6 | 1 | 2 | 15 | 6  | +9  | Fase Final                |     | 1–0 | –   | –   | —   | 0–0 | 1–0 | 3–1 | 5–1 | –   | –   |
| 5   | Paranoá       | 18  | 9 | 5 | 3 | 1 | 13 | 8  | +5  |                           |     | 0–0 | –   | –   | –   | —   | 2–1 | –   | 4–3 | 3–0 | 1–0 |
| 6   | Real Brasília | 8   | 9 | 2 | 2 | 5 | 9  | 14 | −5  |                           | 0–3 | 0–1 | 2–2 | –   | –   | —   | –   | 4–1 | –   | 1–0 |     |
| 7   | Samambaia     | 7   | 9 | 2 | 1 | 6 | 8  | 13 | −5  |                           | 0–1 | 0–3 | –   | –   | 1–2 | 3–0 | —   | –   | –   | –   |     |
| 8   | Ceilandense   | 7   | 9 | 2 | 1 | 6 | 9  | 19 | −10 |                           | –   | –   | 0–1 | –   | –   | –   | 0–0 | —   | 2–0 | 2–0 |     |
| 9   | Planaltina    | 4   | 9 | 1 | 1 | 7 | 5  | 19 | −14 | Rebaixado à Série B       |     | –   | 0–3 | –   | 0–3 | –   | 1–1 | 0–1 | –   | —   | –   |
| 10  | Santa Maria   | 3   | 9 | 1 | 0 | 8 | 3  | 28 | −25 | Rebaixado à Série B       |     | –   | –   | 0–5 | 0–1 | –   | –   | 2–1 | –   | 0–4 | —   |

## Fase final
Em itálico, os times que possuem o mando de campo no primeiro jogo e em negrito as equipes vencedoras das partidas.
|  | Semifinais  | Semifinais      | Semifinais | Semifinais |       |            | Final | Final | Final | Final |
|  |             |                 |            |            |       |            |       |       |       |       |
|  | Capital-DF  | 3               | 3          | 6          |       |            |       |       |       |       |
|  | Brasiliense | 1               | 2          | 3          |       |            |       |       |       |       |
|  | Brasiliense | 1               | 2          | 3          |       | Capital-DF | 1     | 0     | 1 (3) |       |
|  |             |                 |            |            |       | Capital-DF | 1     | 0     | 1 (3) |       |
|  |             | Ceilândia (pen) | 1          | 0          | 1 (4) |            |       |       |       |       |
|  | Ceilândia   | Ceilândia (pen) | 1          | 0          | 1 (4) | 0          | 4     | 4     |       |       |
|  | Ceilândia   |                 |            |            |       | 0          | 4     | 4     |       |       |
|  | Gama        | 0               | 3          | 3          |       |            |       |       |       |       |

### Semifinais
| 16 de Março | Gama | 0 – 0          | Ceilândia | Bezerrão, Gama                                                          |
| 19:30       |      | Súmula Borderô |           | Público: 5 507 Renda: R$ 119.582,00 Árbitro: DF Maguielson Lima Barbosa |

| 21 de Março | Brasiliense     | 1 – 3          | Capital-DF                                           | Serejão, Taguatinga                                              |
| 20:30       | Joãozinho 45+3' | Súmula Borderô | Éder Lima 23' · Lucas Oliveira 48' · Kadu Barone 85' | Público: 895 Renda: R$ 4.440,00 Árbitro: DF Rafael Martins Diniz |

| 23 de Março | Ceilândia                                                   | 4 – 3          | Gama                                | Abadião, Ceilândia                                                                |
| 15:30       | Kennedy 02' · Romarinho 14' · Clemente 24' · Badhuga 45+11' | Súmula Borderô | Nunes 46' · Emerson 54' · Ramon 84' | Público: 1 973 Renda: R$ 19.730,00 Árbitro: DF Marcello Ruda Neves Ramos da Costa |

| 24 de Março | Capital-DF                                       | 3 – 2          | Brasiliense                 | JK Paranoá, Paranoá                                                    |
| 15:30       | Romarinho 07' · Deysinho 17' · Felipe Guedes 34' | Súmula Borderô | Joãozinho 23' · Romário 82' | Público: 4 236 Renda: R$ 44.600,00 Árbitro: DF Maguielson Lima Barbosa |

### Final
| 31 de Março | Ceilândia   | 1 – 1          | Capital-DF      | Mané Garrincha, Brasília                                                          |
| 15:30       | Kennedy 52' | Súmula Borderô | Kadu Barone 31' | Público: 2 417 Renda: R$ 27.780,00 Árbitro: DF Marcello Ruda Neves Ramos da Costa |

| 06 de Abril | Capital-DF | 0 – 0          | Ceilândia | Mané Garrincha, Brasília                                                |
| 15:00       |            | Súmula Borderô |           | Público: 12 736 Renda: R$ 71.785,00 Árbitro: DF Maguielson Lima Barbosa |

|                                                                               |       | Penalidades                                                         |  |
| Romarinho Leozinho Matheus Silva Maycon Lucas Éder Lima Deivid Lucas Oliveira | 3 – 4 | Pedro Bambu Euler Julio Cesar Élber Kennedy Matheus Nolasco Railson |  |

## Público
Maiores Públicos Pagantes
Estes são os dez maiores públicos pagantes do campeonato, sem considerar as partidas com portões fechados
| N.º | Público | Mandante   | Placar | Visitante   | Estádio        | Data            | Rodada    | Ref.   |
| --- | ------- | ---------- | ------ | ----------- | -------------- | --------------- | --------- | ------ |
| 1   | 12 736  | Capital-DF | 0–0    | Ceilândia   | Mané Garrincha | 6 de abril      | Final     | [ 4 ]  |
| 2   | 5 507   | Gama       | 0–0    | Ceilândia   | Bezerrão       | 16 de março     | Semifinal | [ 5 ]  |
| 3   | 5 223   | Gama       | 2–0    | Planaltina  | Bezerrão       | 13 de janeiro   | 1ª        | [ 6 ]  |
| 4   | 5 010   | Gama       | 2–0    | Brasiliense | Bezerrão       | 7 de fevereiro  | 5ª        | [ 7 ]  |
| 5   | 4 236   | Capital-DF | 3–2    | Brasiliense | JK             | 24 de março     | Semifinal | [ 8 ]  |
| 6   | 3 482   | Gama       | 1–1    | Ceilândia   | Bezerrão       | 2 de março      | 8ª        | [ 9 ]  |
| 7   | 3 230   | Gama       | 2–1    | Samambaia   | Bezerrão       | 27 de janeiro   | 3ª        | [ 10 ] |
| 8   | 2 721   | Capital-DF | 1–0    | Gama        | JK             | 21 de janeiro   | 2ª        | [ 11 ] |
| 9   | 2 547   | Gama       | 2–0    | Paranoá     | Bezerrão       | 24 de fevereiro | 7ª        | [ 12 ] |
| 10  | 2 417   | Ceilândia  | 1–1    | Capital-DF  | Mané Garrincha | 31 de março     | Final     | [ 13 ] |

Menores Públicos Pagantes
Estes são os dez menores públicos pagantes do campeonato, sem considerar as partidas com portões fechados
| N.º | Público | Mandante      | Placar | Visitante     | Estádio  | Data            | Rodada | Ref.   |
| --- | ------- | ------------- | ------ | ------------- | -------- | --------------- | ------ | ------ |
| 1   | 21      | Planaltina    | 0–1    | Samambaia     | Rorizão  | 8 de fevereiro  | 5ª     | [ 14 ] |
| 2   | 27      | Real Brasília | 1–0    | Santa Maria   | Defelê   | 25 de fevereiro | 7ª     | [ 15 ] |
| 3   | 47      | Santa Maria   | 0–4    | Planaltina    | Bezerrão | 3 de março      | 8ª     | [ 16 ] |
| 4   | 70      | Ceilandense   | 0–0    | Samambaia     | Abadião  | 2 de março      | 8ª     | [ 17 ] |
| 5   | 89      | Paranoá       | 1–0    | Santa Maria   | Defelê   | 8 de fevereiro  | 5ª     | [ 18 ] |
| 6   | 116     | Real Brasília | 0–3    | Capital-DF    | Defelê   | 28 de janeiro   | 3ª     | [ 19 ] |
| 7   | 118     | Planaltina    | 1–1    | Real Brasília | Rorizão  | 20 de janeiro   | 2ª     | [ 20 ] |
| 8   | 131     | Planaltina    | 0–3    | Brasiliense   | Rorizão  | 25 de fevereiro | 7ª     | [ 21 ] |
| 9   | 132     | Santa Maria   | 2–1    | Samambaia     | Bezerrão | 14 de janeiro   | 1ª     | [ 22 ] |
| 10  | 136     | Real Brasília | 4–1    | Ceilandense   | Defelê   | 9 de fevereiro  | 5ª     | [ 23 ] |

Médias de público
Estas são as médias de público dos clubes no campeonato. Considera-se apenas os jogos da equipe como mandante e o público pagante:
| Pos.  | Time          | Média | Total  | Mandos | Maior  | Menor |
| ----- | ------------- | ----- | ------ | ------ | ------ | ----- |
| 1     | Gama          | 4 167 | 24 999 | 6      | 5 507  | 2 547 |
| 2     | Capital-DF    | 3 425 | 23 977 | 7      | 12 736 | 540   |
| 3     | Ceilândia     | 949   | 5 693  | 6      | 2 417  | 155   |
| 4     | Brasiliense   | 546   | 2 183  | 4      | 895    | 247   |
| 5     | Santa Maria   | 503   | 2 013  | 4      | 1 655  | 47    |
| 6     | Paranoá       | 287   | 1 436  | 5      | 488    | 89    |
| 7     | Real Brasília | 222   | 1 109  | 5      | 642    | 27    |
| 8     | Samambaia     | 177   | 177    | 1      | -      | -     |
| 9     | Planaltina    | 104   | 417    | 4      | 147    | 21    |
| 10    | Ceilandense   | 70    | 70     | 1      | -      | -     |
| Total | Total         | 1 444 | 62 074 | 43     | 12 736 | 21    |

## Estatísticas

### Artilharia
| Gols | Jogador              | Time        |
| ---- | -------------------- | ----------- |
| 9    | Romarinho            | Ceilândia   |
| 7    | Clemente             | Ceilândia   |
| 7    | Wallace Pernambucano | Capital-DF  |
| 5    | Gabriel Pedra        | Ceilandense |
| 5    | Gabriel              | Samambaia   |

## Premiação
| Campeonato Brasiliense de 2024 |
| Distrito Federal               |
| ------------------------------ |
| Ceilândia Campeão (3.º título) |